# خوان كروز (لاعب كرة قاعدة)
خوان كروز (بالإسبانية: Juan Cruz)‏ (و. 1978  م) هو لاعب كرة قاعدة دومينيكاني، ولد في بوناو، بدأ مشواره المهني سنة 21 أغسطس 2001، مركز لعبه هو رامٍ مساعد ‏.

## روابط خارجية
- خوان كروز على موقع دوري كرة القاعدة الرئيسي (الإنجليزية)
- خوان كروز على موقعبيزبول رفرنس.كوم (الدوري الرئيسي) (الإنجليزية)
- خوان كروز على موقعبيزبول رفرنس.كوم (الدوري الثانوي) (الإنجليزية)
- خوان كروز على موقع إي إس بي إن.كوم (أم.أل.بي) (الإنجليزية)
- خوان كروز على موقع مشجعي الرسوم البيانية (الإنجليزية)